# Exyston albicinctus
Exyston albicinctus är en stekelart som först beskrevs av Johann Ludwig Christian Gravenhorst 1820.  Exyston albicinctus ingår i släktet Exyston och familjen brokparasitsteklar. Inga underarter finns listade i Catalogue of Life.